# Horisme nigrofasciata
Horisme nigrofasciata är en fjärilsart som beskrevs av Alexander Michailovitsch Djakonov 1926. Horisme nigrofasciata ingår i släktet Horisme och familjen mätare. Inga underarter finns listade i Catalogue of Life.